# Getter
Getter, rodným jménem Tanner Petulla, známý i pod pseudonymem Terror Reid (*14. dubna 1993 San José, Kalifornie) je americký producent, DJ, rapper, herec a komik ze San José v Kalifornii.
Spolupracoval s jmény jako například: Datsik, Skrillex, Oliver Tree, Borgore a Suicideboys. Založil vlastní nahrávací studio, obchod s oblečením a sbírku umělců známou jako Shred Collective. Jeho nejznámější píseň je „Uppercuts“.

## Dětství
Tanner začal svoji hudbu produkovat už na střední škole, nahrával svoje vlastní mixy nebo remixy Far East Movementu a Timbalandu na jeho SoundCloud stránku. Dostal se do povědomí, když spolupracoval s labely jako Ultragore Recordings a Tuff Love Dubs. V interview řekl: „V podstatě jsem začal v 16. Předtím jsem byl v pár kapelách; byl jsem bubeník a kytarista. Byl jsem 'metal head', ale miloval jsem rap, např. Mac Dre a Andre Nickatina. Můžeš si doma dělat elektronickou hudbu sám. Chtíč mě vedl ke tvoření mých vlastních věcí. Vždycky jsem dělal umění a nezáleží, jestli je to hudba nebo malování, všechno to jde samo.“

## Background
Byl znám jako 'neznámý hrdina undergroundové bass kultury', Petulla DJoval napříč Amerikou už od 17 let. Dostal výpomoc od žánrových kolegů – DATSIK a Downlink. Byl znám pro svoje ignorování trendů a vyšlapávání vlastní cesty a vlastních melodií. Na scéně je od roku 2010. Petulla spolupracoval s některými z největších producentů a DJů na scéně, jako jsou třeba Skrillex, Datsik a Borgore. Často používá basy a různé syntetizátory. Jeho styl produkování, DJování se vyvinul z 'massive dubstepu' do jakési míchanice žánrů, která v sobě má lehké, ale i tvrdé dubstepové kořeny. Často experimentoval s novým stylem ozvučení a mícháním různých typů beatů.

## Kariéra

### 2012–13: Začátky
Tanner jednou řekl že na jeho 19. narozeniny si našetřil peníze a přestěhoval se do Los Angeles ke kamarádovi. Zde expandoval a produkoval hudbu než si pronajmul svůj vlastní apartmán a studio. Tanner podepsal smlouvu s Firepower Recrods kterou vlastnil Datsik v roce 2012 než podepsal smlouvu s OWSLA, kterou vlastní celosvětově známy Skrillex. Získal popularitu a když začal dělat „SUH Dude“ videa s Nickem Colettim a Dillonem Francisem. Také řekl že at skončí tour, tak plánuje založit „něco jako TV show nebo film “ Petulla se poprvé připojil do OWSLA když poslal svoje demo Skrillexovi a tomu se to velmí líbilo. Poté mu Petulla posílal další dema a Skrillex řekl 'že to chce pro OWSLA'. Tanner řekl „Od té doby jsme byli přátelé; seznámil mě s týmem. Teď pracujeme společně a jim si líbí co dělám já, a mně se líbí, co dělají oni – navíc oni mají prostředky, aby vše zrealizovali. Já a Skrillex máme hrozně podobný hudební vkus, takže mu posílám nové písničky a umělce.“

### 2014–15: Projekt Trenchlords a Planet Neutral
Petulla vypustil svoje Trenchlords Vol. 1 EP: a bylo to první EP v jeho projektu Trench. Na čtyřech písničkách měl kolaboraci s Algem a Deemedem. Když se ho zeptali na názor na žánr, řekl „Myslím si, že žánry jsou potřeba, aby sis ujasnil, co se ti vlastně líbí; to samé s sub-žánry. Nejsem jen fanda sub-žánrů, které zní hloupě, ale mohou být dosazeny skoro do všeho“. Když jsme se Tannera zeptali, jak přišel na název Trench, tak řekl: „Přišlo mi, že to zní hustě, je to krátký a výstižný. Trenchlord je někdo, o kom si myslím, že dělá kvalitní hudbu a chci je pozvat do Trench projektu.“ 23. prosince 2015 uvedl 9sekundovou ochutnávku nové spolupráce se Skrillexem. V roce 2015 také vydal EP s názvem Planet Neutral, kde představil svou klidnější stránku.

### 2016: Radical Dude: a Wat the Frick
29. ledna 2016 vydala OWSLA kompilaci alb s názvem „Wordwide Broadcast“, na kterém se objevila Petullova kolaborace s Ghastlym s názvem „666!“ 11. března 2016 vydal EP „Radical Dude“ s težkými bassovými, grimovými písničkami. V květnu 2016 se objevil v realitní show „DJ world – about the worst DJ stereotypes“ 2. září 2016 vydal prostřednictvím OWSLA sedmi-písničkové EP s názvem Wat the Frick. V interview řekl „Mým hlavním cílem pro všechno je, abych tam dal něco, co se bude líbit všem“.

### 2017–nyní: Shred Collective, Viscreal
Bylo oznámeno, že v roce 2017 se Petulla objeví na Kanadském Snowbombingovém hudebním festivalu, s jinými známými umělci.. Petulla založil jeho vlastní label, značku oblečení a spolek umělců – Shred Collective. Inhalant Abuse byla první skladba vydaná 10. března 2017 na tomto labelu.
Petulla oznámil jeho debutové album jako Getter – Visceral, 17. dubna 2018. První singl z jmenovaného alba vyšel 7. února 2018. V interview s Run The Trap Petulla uvedl, že by se album mohlo odchýlit od jeho tradičních kořenů v elektronické hudbě:
„Nové album vyjde někdy v roce 2018, rozhodně je to moje nejoblíbenější, nejlepší práce. Pracoval jsem na tom dva roky – má to větší výpovědní hodnotu než Colorblind. Colorblind je zároveň jediná „tvrdá“ věc v albu. Každá píseň obsahuje kousek mého života. Tenhle singl je očividně ta špatná strana toho všeho.“

## Kontroverze
Petullův kolaborační singl s názvem „Stop calling us Horrorcore“ byl postaven okolo jednoho samplu, který se objevuje v packu '808 mood' od Trap Veterans na Producer Loops. Petulla řekl, že o tom nic nevěděl, že mu byl poslán skoro hotový track. 16. září 2016 použil svůj Twitter k vyjádření ostrých názorů ohledně ceny tour a toho, že místní zákony kazí zážitek z celé tour. „Můžu jeb*t zdejší otvíráky“ a vysvětloval dál, proč zákony a ceny kazí zážitek. Poté co kontroverze zasáhla celou komunitu, Petulla se omluvil.

## Osobní život
Petullova expřítelkyně byla také zapojená do jeho tvorby. Pracovala na značce oblečení „Trippy Burger“, starala se o dámskou sekci.
Petulla byl také znám na aplikaci Vine, na které měl přes 400 tisíc sledujících a jeho videa byla přehrána celkem 376 500 000×. Vine byla také platforma, na které Petulla porvé použil frázi „Suh Dude“, kterou on a jeho kamarád Nick Colletti prodávají jako část jejich značky oblečení.